# Chhibramau
Chhibramau è una suddivisione dell'India, classificata come municipal board, di 50.279 abitanti, situata nel distretto di Kannauj, nello stato federato dell'Uttar Pradesh. In base al numero di abitanti la città rientra nella classe II (da 50.000 a 99.999 persone).

## Geografia fisica
La città è situata a 27° 09' 18 N e 79° 30' 23 E.

## Società

### Evoluzione demografica
Al censimento del 2001 la popolazione di Chhibramau assommava a 50.279 persone, delle quali 26.439 maschi e 23.840 femmine. I bambini di età inferiore o uguale ai sei anni assommavano a 7.836, dei quali 4.225 maschi e 3.611 femmine. Infine, coloro che erano in grado di saper almeno leggere e scrivere erano 31.731, dei quali 18.004 maschi e 13.727 femmine.